# Sauveur Chiocca
Sauveur Chiocca né le 12 mars 1929 à El Callao au Venezuela et mort à Toulon le 26 avril 2015 est un boxeur et acteur français, champion de France des poids welters en 1962. Il est le frère de Félix Chiocca également boxeur.

## Biographie
Sauveur Chiocca est né au Venezuela en 1929 où il passe les dix premières années de sa vie. Sa famille retourne en Corse, terre d'origine de son père, où il découvre la boxe.
En 1950, il devient boxeur professionnel remportant son premier combat à Paris. Pendant quinze ans, il enchaîne les combatssur les rings du monde entier.
En 1959, il entraîne Alain Delon, alors âgé de 24 ans, pour le film Rocco et ses frères de Luchino Visconti. Il apparaît également dans le film, apportant une authenticité aux scènes de combat.
Après avoir disputé 124 combats, dont 73 victoires, Sauveur Chiocca met un terme à sa carrière sportive en 1965.
Dans les années 1990, il ouvre un restaurant à Nice, le pied de cochon, qu'il gère pendant une douzaine d'années,.